# Miyanesultan, Alaca
Miyanesultan là một xã thuộc huyện Alaca, tỉnh Çorum, Thổ Nhĩ Kỳ. Dân số thời điểm năm 2010 là 36 người.